# ファウスト・ソッツィーニ
ファウスト・ソッツィーニ（Fausto Sozzini, シエナ 1539年 - ポーランド Lusławice 1604年）は、反三位一体論のキリスト教の神学者。 ユニテリアン教会のポーランド兄弟団の創設者。

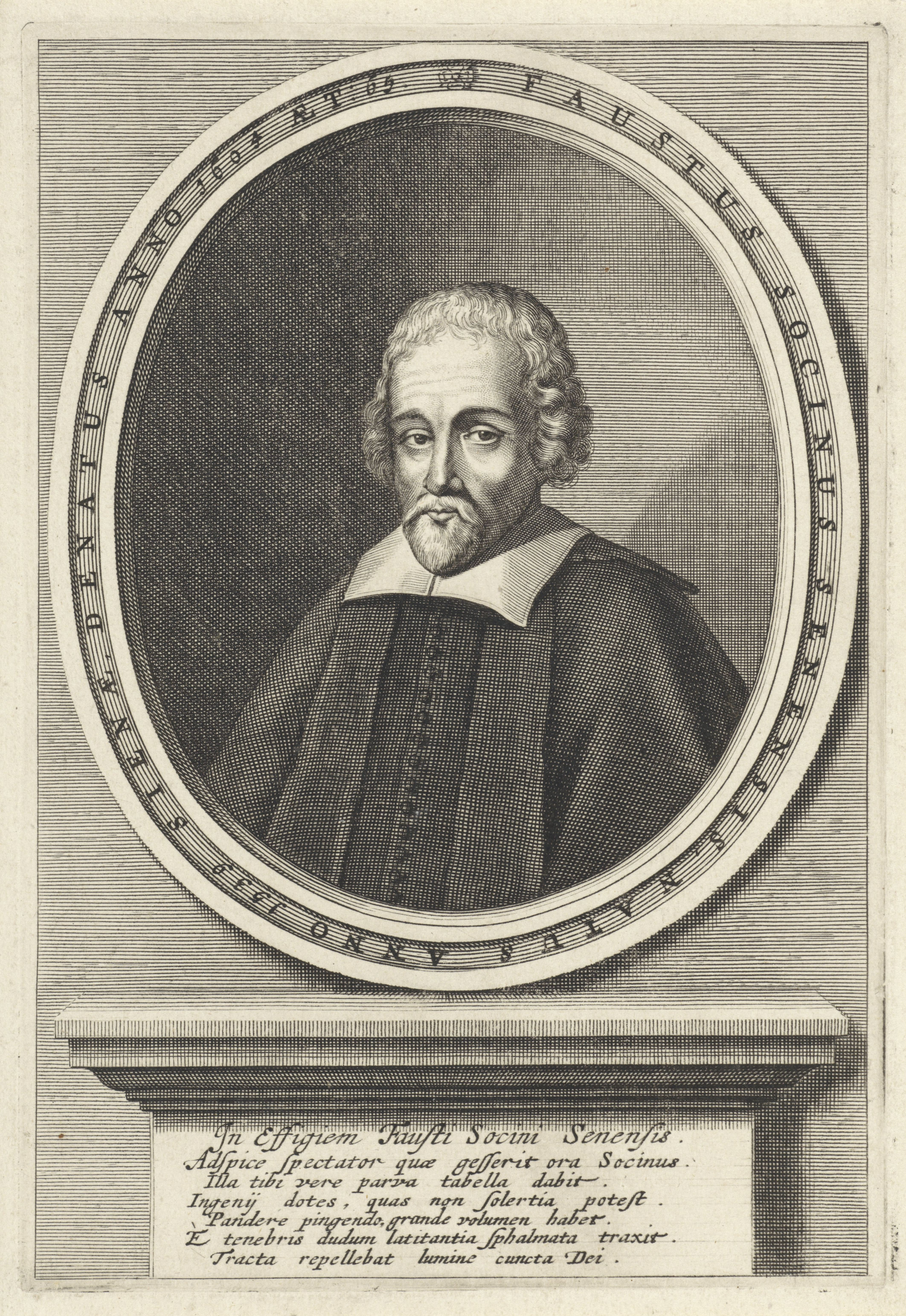
ファウスト・ソッチニ

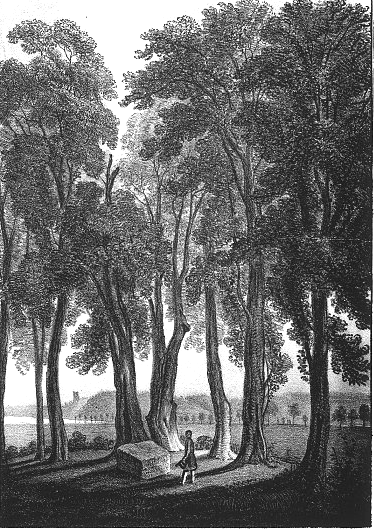
ソッチニの墓碑

1563年から1574年までファウスト・ソッツィーニはパオロ・ジョルダーノ・オルシーニ侯の秘書としてフィレンツェに仕えていたが、その後はバーゼルで神学を学び、叔父であるレリオ・ソッツィーニの遺稿を研究してその思想を継承、三位一体論に反対する立場を明確にした。 1579年ポーランドに行った。